# Jean-François Tartu
Jean-François Tartu (Recouvrance, 11 octobre 1751-golfe de Gascogne, 24 octobre 1793) est un officier de marine français.

## Biographie
Il navigue d'abord avec son père comme pêcheur puis entre dans la Marine royale en 1766 comme matelot. Devenu dix ans plus tard maître canonnier, il sert en 1778 sur la frégate Fortunée sur laquelle il participe à la bataille d'Ouessant le 27 juillet dans l'escadre de d'Orvilliers. Il croise aussi dans la Manche puis passe aux Antilles avec la division de La Motte-Picquet. Il prend part à l'occupation des Grenadines et à l'attaque ratée contre Savannah avant d'être capturé le 22 décembre 1779 dans un combat contre quatre vaisseaux britanniques. 
Aussitôt échangé, il embarque sur le Sphinx dans l'escadre de Guichen et est blessé devant La Dominique le 17 avril 1780. Il sert ensuite sur le Vaillant dans l'escadre de Grasse et se bat en septembre 1781 à la Chesapeake puis aux Saintes sur le César où il est fait prisonnier après l'explosion du navire. 
En 1783, il travaille à la fonderie de canons d'Indret et est nommé sous-lieutenant de vaisseau en 1786. En octobre 1787, il devient contrôleur de la fonderie et est élu premier député suppléant de la Loire-Inférieure à la Convention.
Capitaine de vaisseau (janvier 1793), il commande en mars la frégate Uranie à Rochefort et croise dans le golfe de Gascogne. Il capture alors cinq vaisseaux mais, le 24 octobre 1793, lors d'un violent combat contre la frégate anglaise Thames, il perd une jambe emportée par un boulet et meurt quelques heures plus tard. La Thames est prise le lendemain.

## Hommage
Trois bâtiments de la Marine ont porté le nom de Jean-François Tartu :
- Une frégate (1788-1797) ex Uranie, construit à Lorient en 1788. Elle fut rebaptisée Tartu en 1793 et fut prise le 5 janvier 1797 par le HMS Polyphemus en mer d'Irlande. Elle prit le nom de HMS Uranie. (Caractéristiques : 40 canons)
- Un contre-torpilleur type Aigle/Vauquelin (1931-1942) mis sur cale en septembre 1930 à Nantes, lancé le 7 décembre 1931, admis au service actif en décembre 1932. Il termina sa vie tragiquement lors du sabordage de la flotte à Toulon le 27 novembre 1942. (Caractéristiques : 2450 Tx ; 64 000 ch; 129 m × 12 m ; 5 canons de 138 mm + 4 canons de 37 mm + 6 tubes lance-torpilles)
- Un escorteur d'escadre (1958-1992) mis sur cale à Nantes en novembre 1954 aux Ateliers et Chantiers de Bretagne, il a été admis au service actif le 5 février 1958 et désarmé en décembre 1979.